# Auguste Adam
Auguste Joachim Félix Adam (Menen, 3 juni 1865 - Brussel, 25 maart 1940) was een ingenieur en koloniaal die actief betrokken was bij de bouw van de spoorwegen in de Onafhankelijke Congostaat en in Belgisch-Congo.

## Levensloop
Na de afronding van zijn studies ingenieurswetenschappen aan de Universiteit van Gent vertrok hij in 1890 als werknemer van de Compagnie du Chemin de fer du Congo naar Congo. Van 1891 tot 1898 is hij betrokken bij de bouw van diverse spoorlijnen. In 1899 lijfde Leopold II hem in bij de EIC  en belastte hem met de studie van een nieuwe spoorlijn tussen Stanleystad en Mahagi aan het Albertmeer. De afpaling van het traject nam drie jaar in beslag en in 1903 keerde Adam terug naar België.
Een volgende opdracht lag toen reeds te wachten. In 1904 werd hij aangenomen door de Compagnie du chemin de fer du Congo Supérieur aux Grands Lacs africains en werkte vervolgens tot 1915 voor deze maatschappij. In die periode werkte hij mee aan de realisatie van de spoorlijn tussen Stanleystad en Ponthierstad, tussen Kindu en Kabalo en tussen Kabalo en Albertstad.
Na de oorlog was hij eerst nog actief in Quebec, Canada en Indochina. In die laatste verbleef hij meer dan tien jaren en verdiepte zich in de studie van amfibievaartuigen. Hij keerde nog eenmaal naar Congo terug in 1926-1927. Dit kaderde in een privé-initiatief rond amfibievoertuigen op de Aruwimi-rivier